# Regatul Kaheti
Regatul Kaheti (georgiană კახეთის სამეფო, k'axetis samepo) sau Kahetia a fost un regat medieval târziu în estul Georgiei, centrat în provincia Kahetia, având capitala la Gremi iar apoi la Telavi. A apărut în urma procesului de triplă diviziune a Regatului Georgiei din 1465 și a existat, cu mai multe întreruperi, până în 1762, când Kaheti și vecinul lor, Kartli, s-au unificat de-a lungul succesiunilor dinastice sub ramura kahetiană a dinastiei Bagrationi. De-a lungul istorie sale zbuciumate, Kaheti a fost stat tributar al Persiei, ale cărui eforturi de a menține opunătorul regat gruzin în sfera sa de influență, au rezultat mai multe serii de conflicte militare și deportări.

## Istoria timpurie
Un predecesor al regatului Kaheti a fost creat în secolul VIII ca urmare a succesului rebeliunii a triburilor montane din Tsanaria, care au eliberat o mare parte din Georgia de sub dominația arabă.